# Тајни прозор
Тајни прозор (енгл. Secret Window) амерички је психолошки трилер из 2004. у режији и по сценарију Дејвида Кепа. Темељи се на новели Тајни прозор, тајни врт коју је написао Стивен Кинг. Главну улогу тумачи Џони Деп.

## Радња
Филм прати писца који пролази кроз болан развод и којег уходи психички болесник тврдећи да је писац украо његову идеју. Како би натерао писца да се извини, странац је спреман на све, чак и убиство.

## Улоге
| Глумац         | Улога       |
| -------------- | ----------- |
| Џони Деп       | Морт Рејни  |
| Џон Туртуро    | Џон Шутер   |
| Марија Бело    | Ејми Рејни  |
| Тимоти Хатон   | Тед Милнер  |
| Лен Карију     | Дејв Њусам  |
| Чарлс С. Датон | Кен Карш    |
| Џон Дан Хил    | Том Гринлиф |